# نوك
نوك (بالجرينلاندية: Nuuk) وغودهوب (جودثاب) (بالدنماركية: Godthåb)،  هي عاصمة جرينلاند وأكبر مدنها وفيها تقع مقار الحكومة، تعتبر أكبر مركز ثقافي واقتصادي في جرينلاند. في يناير 2010م بلغ عدد سكانها 15,469 نسمة،  لذلك هي من أصغر عواصم العالم من حيث عدد السكان. تأسست عام 1728م عن طريق المبشر النرويجي هانس إجد وقد أطلقَ عليها اسم غودهوب والتي تعني الأمل الجيّد. يتشكل سكان المدينة اليوم من عرقيتي الإنويت (الإسكيمو) ودانماركيون.

## تاريخ
نوك هي مدينة لديها تاريخ طويل بالنسبة لمن سكنها، أول من سكنها هم الإسكيمو.

## جغرافيا

موقع مدينة نوك على الخارطة.

تقع نوك في بلدية سيرمرسوك.

### المناخ
مناخ نوك هو مناخ قطبي، البارد شتاءً والمثلج صيفاً. متوسط درجات الحرارة تحت الصفر لمدة 7 أشهر في السنة.

## السكان
يبلع عدد سكان مدينة نوك 15,469 نسمة عام 2010م وتعتبر الأسرع نمواً في جرينلاند،  مع المهاجرين من البلدات والمستوطنات. إزداد عدد السكان بأكثر من الربع بالنسبة إلى مستويات عام 1990م، وبنسبة 16% بالمقارنة مع مستويات عام 2000م .

## التعليم

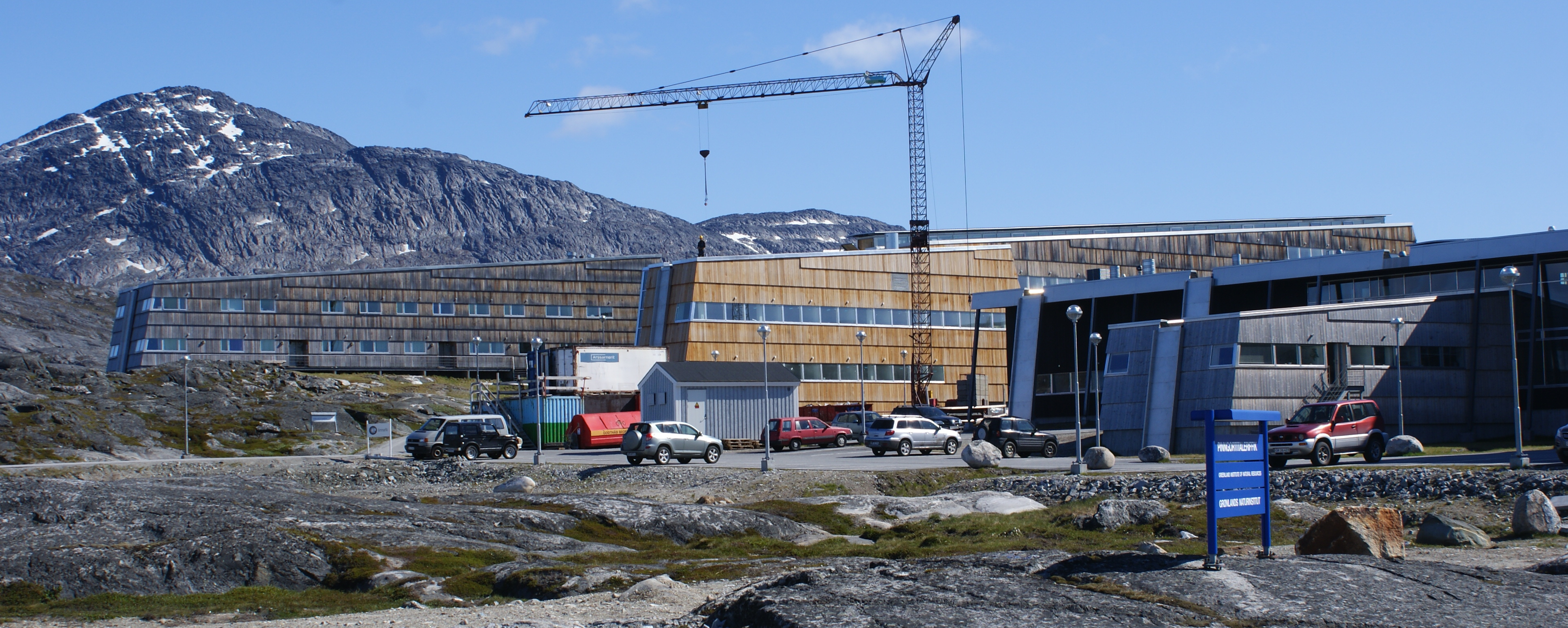
جامعة جرينلاند الوطنية

## النقل

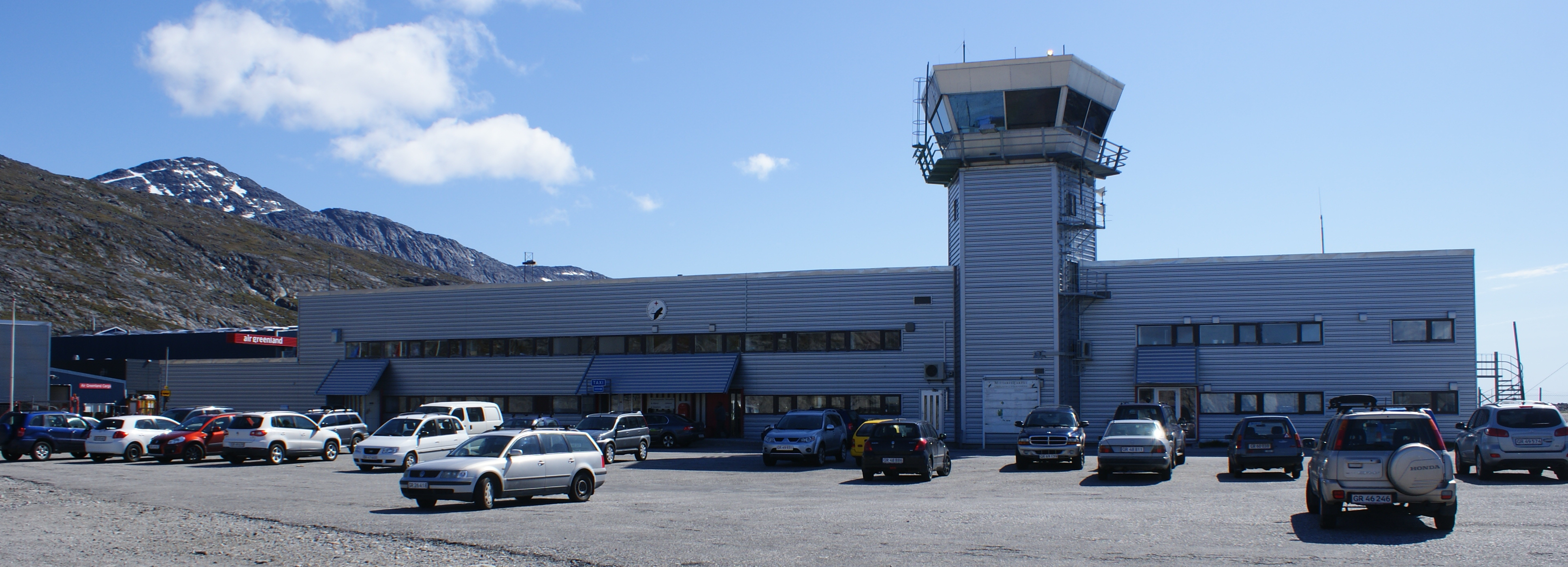
مطار نوك

يوجد في مدينة نوك مطار نوك الدولي، إسمه الرسمي: (بالجرينلاندية: Mittarfik Nuuk) يقع شمال شرقي المدينة نوك، يتكون من مدرج واحد أبعاده 950 متر × 30 متر (3,117 قدم × 98 قدم). بني المطار سنة 1979م . يُعد مركز العمليات الرئيسية لشركة طيران جرينلاند ويُدار من قبلها.

## المعالم

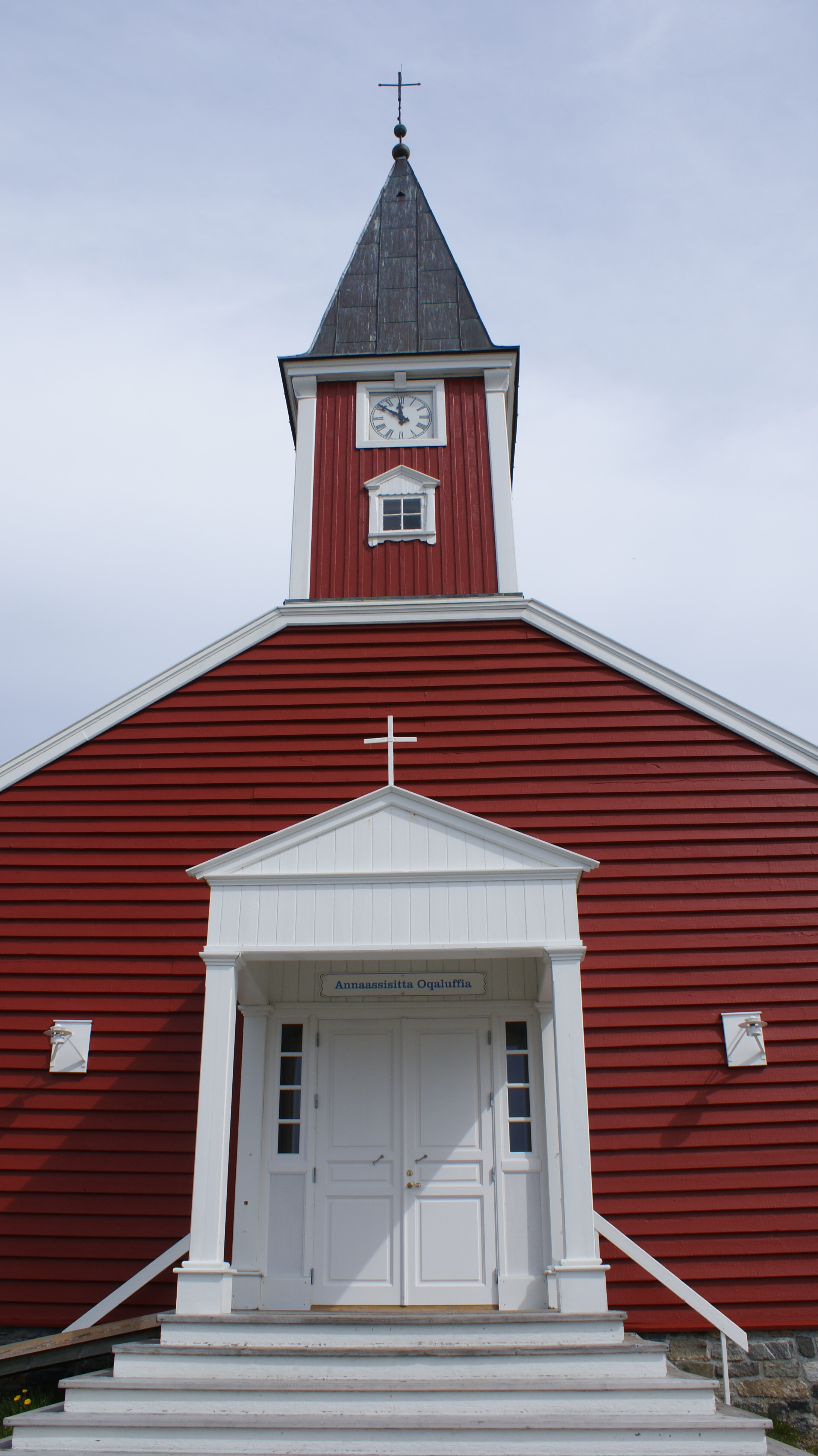
كاتدرائية نوك

يتواجد العديد من المعالم المختلفة في المدينة.

### الدينية
بنيت الكاتدرائية اللوثرية نوك من أبرشية جرينلاند في عام 1849م، المبنى الأحمر هو موقع بارز على الساحة.

### الثقافية

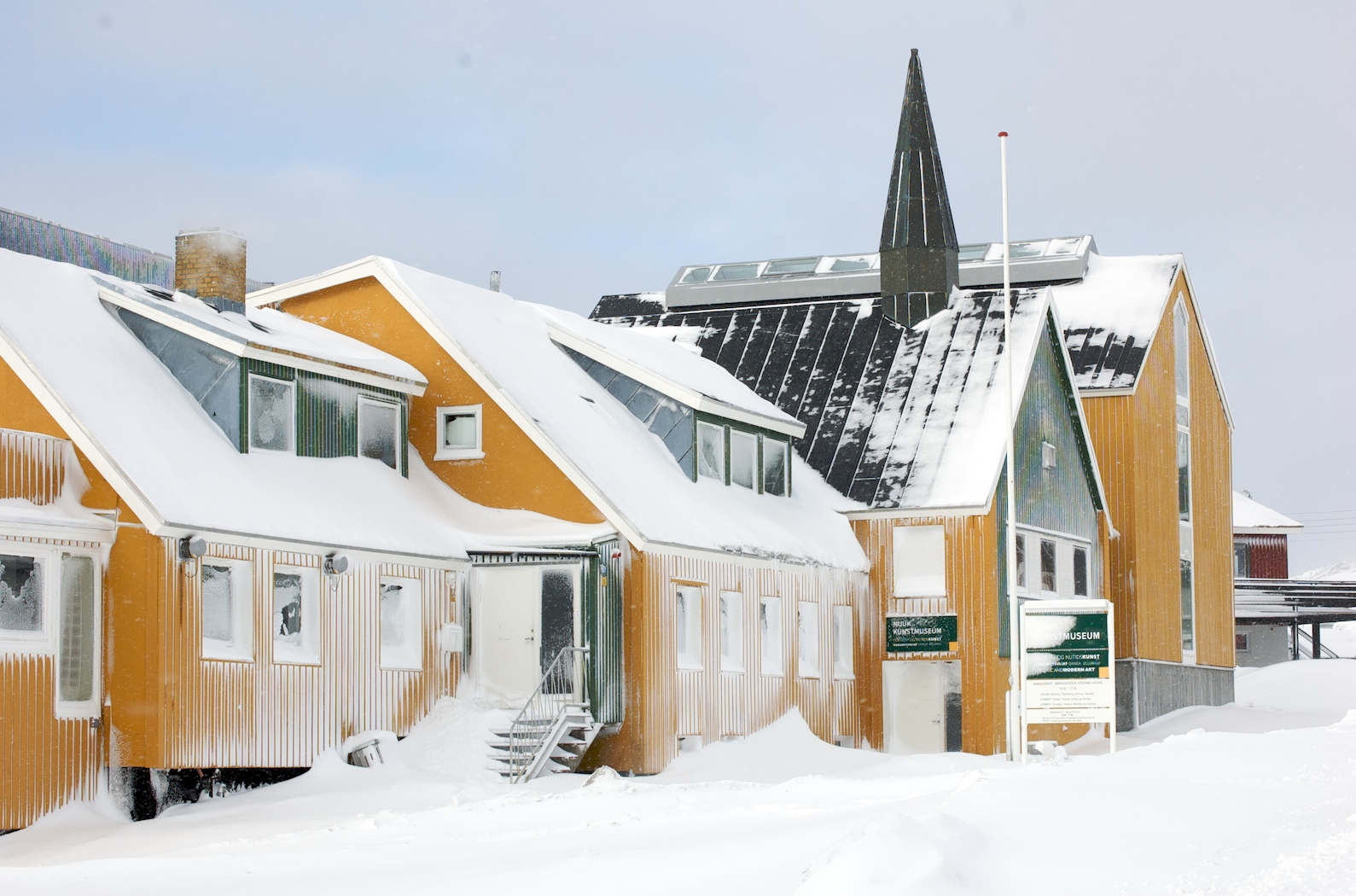
متحف فن نوك

- كاتواك هو مركز ثقافي يُستخدم للحفلات، المعارض، مؤتمرات وحتى لعروض السينما، افتتح في 15 فبراير 1997م .
- متحف فن نوك يحتوي على مجموعة بارزة من لوحات مائية ورسومات والعديد من الفنون الأخرى التي تم جمعها من قبل رجل الأعمال سفيند جانج.

### التعليمية
جامعة جرينلاند، هي الجامعة الوطنية في جرينلاند. ويُدرّس فيها معظم المجالات باللغة الدانماركية.

### الرياضية
يتواجد في المدينة ملعب نوك وهو ملعب متعدد الإستخدامات ويتم إستخدامه في الأغلب لمباريات كرة القدم ويستوعب 2,000 مشاهد، وتشمل المدينة الأندية الرياضية العديدة، بالإضافة إلى تلة للتزلج على الثلج بارتفاع حوالي 300م.

## البلديات والمدن المتوأمة
| - ألمانيا - كوكسهافن - الدنمارك - آلبورغ (منذ عام 2002م) - فنلندا - فانتا (منذ عام 1965م) - الصين - تشانغتشون - الولايات المتحدة - تيفرتون، رود ايلاند - الدنمارك - بلدية Lyngby-Taarbæk - السويد - بلدية Huddinge - آيسلندا - ريكيافيك - الأرجنتين - أوشوايا - بنما - بوكاس تاون، بوكاس ديل تورو - إندونيسيا - سورونغ |

## وصلات خارجية
- الموقع الرسمي للمدينة